# Atletas Paralímpicos Neutrales en los Juegos Paralímpicos de París 2024
El equipo de los Atletas Paralímpicos Neutrales, delegación formada por competidores de Rusia y Bielorrusia, estuvo representado en los Juegos Paralímpicos de París 2024 por un total de 96 deportistas, 54 hombres y 42 mujeres.

## Medallistas
El equipo paralímpico obtuvo las siguientes medallas:
| Nombre                  | Deporte       | Evento                          |
| ----------------------- | ------------- | ------------------------------- |
| Oro                     |               |                                 |
| Vladímir Sviridov       | Atletismo     | Peso F36 masculino              |
| Andréi Vdovin           | Atletismo     | 200 m T37 masculino             |
| Andréi Vdovin           | Atletismo     | 400 m T37 masculino             |
| Aleksandr Kostin        | Atletismo     | 1500 m T13 masculino            |
| Aleksandr Kostin        | Atletismo     | 5000 m T13 masculino            |
| Aleksandr Iaremchuk     | Atletismo     | 1500 m T46 masculino            |
| Ivan Revenko            | Atletismo     | Jabalina F54 masculino          |
| Alekséi Churkin         | Atletismo     | Maza F32 masculino              |
| Matvéi Iakushev         | Atletismo     | Salto de longitud T20 masculino |
| Yevgueni Torsunov       | Atletismo     | Salto de longitud T36 masculino |
| Jetag Jinchagov         | Atletismo     | Salto de longitud T38 masculino |
| Daria Lukianenko        | Natación      | 100 m braza SB11 femenino       |
| Daria Lukianenko        | Natación      | 100 m libre S11 femenino        |
| Daria Lukianenko        | Natación      | 200 m estilos SM11 femenino     |
| Valeria Shabalina       | Natación      | 200 m libre S14 femenino        |
| Valeria Shabalina       | Natación      | 200 m estilos SM14 femenino     |
| Mariya Pavlova          | Natación      | 100 m braza SB7 femenino        |
| Ihar Boki               | Natación      | 50 m libre S13 masculino        |
| Ihar Boki               | Natación      | 400 m libre S13 masculino       |
| Ihar Boki               | Natación      | 100 m espalda S13 masculino     |
| Ihar Boki               | Natación      | 100 m mariposa S13 masculino    |
| Ihar Boki               | Natación      | 200 m estilos SM13 masculino    |
| Roman Zhdanov           | Natación      | 50 m espalda S4 masculino       |
| Roman Zhdanov           | Natación      | 150 m estilos SM4 masculino     |
| Dmitri Cherniaev        | Natación      | 100 m braza SB4 masculino       |
| Andréi Kalina           | Natación      | 100 m braza SB8 masculino       |
| Yahor Shchalkanau       | Natación      | 100 m espalda S9 masculino      |
| Plata                   |               |                                 |
| Anna Kulinich-Sorokina  | Atletismo     | Jabalina F13 femenino           |
| Artem Kalashian         | Atletismo     | 100 m T35 masculino             |
| Dmitri Safronov         | Atletismo     | 200 m T35 masculino             |
| Anton Kuliatin          | Atletismo     | 5000 m T13 masculino            |
| Alekséi Churkin         | Atletismo     | Peso F32 masculino              |
| Alan Kokoity            | Atletismo     | Peso F36 masculino              |
| Viktoria Ishchiulova    | Natación      | 100 m espalda S8 femenino       |
| Viktoria Ishchiulova    | Natación      | 100 m mariposa S8 femenino      |
| Viktoria Ishchiulova    | Natación      | 200 m estilos SM8 femenino      |
| Zoia Shchurova          | Natación      | 50 m espalda S3 femenino        |
| Valeria Shabalina       | Natación      | 100 m espalda S14 femenino      |
| Nataliya Butkova        | Natación      | 150 m estilos SM4 femenino      |
| Vladímir Danilenko      | Natación      | 50 m espalda S2 masculino       |
| Vladímir Danilenko      | Natación      | 100 m espalda S2 masculino      |
| Vladímir Danilenko      | Natación      | 200 m libre S2 masculino        |
| Denis Tarasov           | Natación      | 50 m libre S9 masculino         |
| Roman Zhdanov           | Natación      | 200 m libre S4 masculino        |
| Kiril Pulver            | Natación      | 200 m libre S5 masculino        |
| Vladímir Sotnikov       | Natación      | 100 m espalda S13 masculino     |
| Dimitri Saley           | Natación      | 100 m mariposa S12 masculino    |
| Aliasjab Ramazanov      | Taekwondo     | +80 kg masculino                |
| Yelena Prokofeva        | Tenis de mesa | Individual WS11 femenino        |
| Bronce                  |               |                                 |
| Viktoriya Slanova       | Atletismo     | 400 m T37 femenino              |
| Yevgueniya Galaktionova | Atletismo     | Peso F32 femenino               |
| Svetlana Krivenok       | Atletismo     | Peso F33 femenino               |
| Irina Vertinskaya       | Atletismo     | Peso F37 femenino               |
| Anton Kuliatin          | Atletismo     | 1500 m T13 masculino            |
| Andréi Vdovin           | Atletismo     | 100 m T37 masculino             |
| Artem Kalashian         | Atletismo     | 200 m T35 masculino             |
| Dmitri Safronov         | Atletismo     | 100 m T35 masculino             |
| Georgui Marguiev        | Atletismo     | Salto de altura T47 masculino   |
| Nikita Kotukov          | Atletismo     | Salto de longitud T47 masculino |
| Viktoria Ishchiulova    | Natación      | 50 m libre S8 femenino          |
| Viktoria Ishchiulova    | Natación      | 100 m braza SB8 femenino        |
| Daria Lukianenko        | Natación      | 100 m espalda S11 femenino      |
| Daria Lukianenko        | Natación      | 400 m libre S11 femenino        |
| Valeria Shabalina       | Natación      | 100 m mariposa S14 femenino     |
| Egor Efrosinin          | Natación      | 50 m libre S7 masculino         |
| Egor Efrosinin          | Natación      | 50 m mariposa S7 masculino      |
| Bogdan Mozgovoi         | Natación      | 100 m espalda S9 masculino      |
| Kirill Pulver           | Natación      | 100 m libre S5 masculino        |
| Andréi Nikolaev         | Natación      | 400 m libre S8 masculino        |
| Vladímir Sotnikov       | Natación      | 200 m estilos SM13 masculino    |
| Maliak Alieva           | Tenis de mesa | Individual WS6 femenino         |